# Giovanna Ewbank
Giovanna Ewbank Baldacconi Gagliasso (São Paulo, 14 de septiembre de 1986), conocida simplemente como Giovanna Ewbank, es una actriz y modelo brasileña.

## Biografía
Giovanna Ewbank entró en el teatro a la edad de 12 años. A partir de ahí comenzó una carrera como modelo y después de un tiempo entró a la facultad de moda. Hizo cursos de teatro, cine y televisión, incluyendo pruebas, para entrar en el elenco de Malhação como Marcinha. Posó para la revista del diseñador Bumbum, de moda playa, en noviembre de 2007, e hizo la portada de Vizoo, en abril de 2008. Selló la cobertura de la revista Cuerpo a Cuerpo. En 2008, Giovanna entró en la novela de La favorita donde interpretó el personaje de Sharon (una prostituta).

## Vida personal

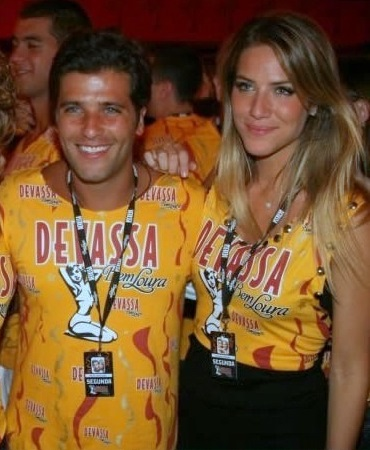
Giovanna Ewbank con Bruno Gagliasso

Giovanna nació en São Paulo, Brasil. Su madre, Deborah Ewbank es de ascendencia escocesa y su padre, Roberto Baldacconi, tiene raíces italianas.
Mantiene una relación con el actor brasileño Bruno Gagliasso desde 2008. Se casaron en 2010 y en julio de 2016 adoptaron a una niña africana de 2 años de Malaui llamada Chissomo, a quien apodaron Titi. En julio de 2019, la pareja adoptó a un niño de cuatro años también de Malaui llamado Bless.
Ewbank, en 2022, reveló ser demisexual.

## Filmografía

### Televisión
- 2013 - Preciosa Perla - Cristina
- 2013 - Pegue a sua filha - Carla
- 2012 - Acampamento de Férias 3 - Helena
- 2010 - Escrito en las estrellas - Suely
- 2009 - TV Globinho - Ella misma (Animadora)
- 2008 - La favorita - Maria do Perpétuo Socorro (Sharon)
- 2007 - Malhação (14ta. Temporada) - Marcinha (Márcia de Souza)

### Teatro
- 2012 - O Grande Amor da Minha Vida